# فؤاد قاسم زاده
فؤاد قاسم زاده هو فيلسوف وأكاديمي أذربيجاني. كان مجاله الرئيسي في مجال البحث هو الرأي العام الفلسفي الأذربيجاني، والفلسفة الاجتماعية، وعلم الوجود، ونظرية المعرفة وعلم الجمال. كانت أطروحته الدكتوراه بعنوان «نظرة فضولي»، وتمت طباعة دراسته «قافلة الحزن» أو «النور في الظلام» في عام 1968. كتب أكثر من 20 مقالة علمية حول فضولي. كتب فؤاد قاسم زاده كتاب بعنوان «الرياضة والجمال والجماليات». تمت طباعته في عام 1970.

## المنشورات العلمية
- «قافلة الحزن، أو النور في الظلام»، عام 1968.
- «الرياضة والجمال والجماليات»، عام 1970.
- «المادية الجدلية»، عام 1971.
- «ظاهرتان وإسلام»، عام 2000.
- «آراء قدسي»، في الفترة من 2000-2001.